# 振兴生化
振兴生化股份有限公司是中国深圳证券交易所的一家从事医药制造业的上市公司，成立于1995年5月22日。公司总股本为21168.349万股（2011年）。
公司总部位于太原市长治路227号高新国际大厦16层，法人代表为史跃武。

## 歷史
振兴生化上市之初，名叫宜春工程机械股份有限公司，總部位於宜春市。及後控股權被三九企业集团收購。2000年，上市公司改名三九宜工生化股份有限公司，簡稱三九生化，轉型医药制造业。2002年，財困的三九集团將所持的三九生化股權，轉移至同集團另一上市公司三九医药。2006年，三九医药再出售所持的三九生化股權予振兴集团。
2019年，上市公司佳兆业與另一公司浙江民营企业联合投资爭奪振兴生化控制權，使到振兴生化再次面臨易手。